# Follow the Road...
Follow the Road... är ett album utgivet 1990 av Tommy Nilsson. Musikaliskt påminner albumet till mycket om amerikansk västkustrock. Låten ”Don't Walk Away” spelades tidigare in av bandet Bad English. ”Peace In Our Time” och ”Looking Through The Eyes Of  Child” förekom på Eddie Moneys ”Greatest Hits: Sound Of Mercy” utgiven 1989.
Albumet debuterade på 11:e plats på albumlistan i Sverige. Det höll sig kvar totalt 4 veckor på listan.

## Låtförteckning
1. Looking Through The Eyes Of A Child (4:11) (Albert Hammond/Andy Hill/Peter Sinfield)
2. Don't Walk Away (4.29) (Andy Hill/Peter Sinfield)
3. Miracle (4:12) (Tommy Nilsson/Nestor Geli)
4. Too Many Expectations (4:28) (Tommy Nilsson/J.Isaksson/Nestor Geli)
5. Stranded In The Shadow (4:15) (Tommy Nilsson/Nestor Geli)
6. Peace In Our Time (5:14) (Andy Hill/Peter Sinfield)
7. Cathy (4:31) (Tommy Nilsson/Nestor Geli)
8. Your Love (3:39) (Harry Vanda/George Young)
9. The Power Within (4:11) (Dean McTaggart/G.Mosby)
10. I Won't Give It Up (3:42) (David Tyson/Dean McTaggart/D.Hill)
11. There's A River (4:04) (Tommy Nilsson/Nestor Geli)
12. Don't Break It (Bonus) (3:38)

## Medverkande
- Tommy Nilsson – sång, bakgrundssång
- Staffan Astner – gitarr
- Nalle Påhlsson – bas, bakgrundssång
- Per Andersson – keyboard, slagverk, bakgrundssång
- Nicci Wallin – trummor
- Ronny Lahti – bakgrundssång
- Anders Herrlin – programmering
- Gerhard L – bas
- Ove Bergwall – trummor och slagverk
- Peter Ljung – keyboard
- Lasse Andersson - bakgrundssång

## Listplaceringar
| Lista (1990) | Topplacering |
| ------------ | ------------ |
| Sverige      | 11           |

### Fotnoter
1. ↑  Listplacering, läst 13 april 2014